# Fuzhou Changle International Airport

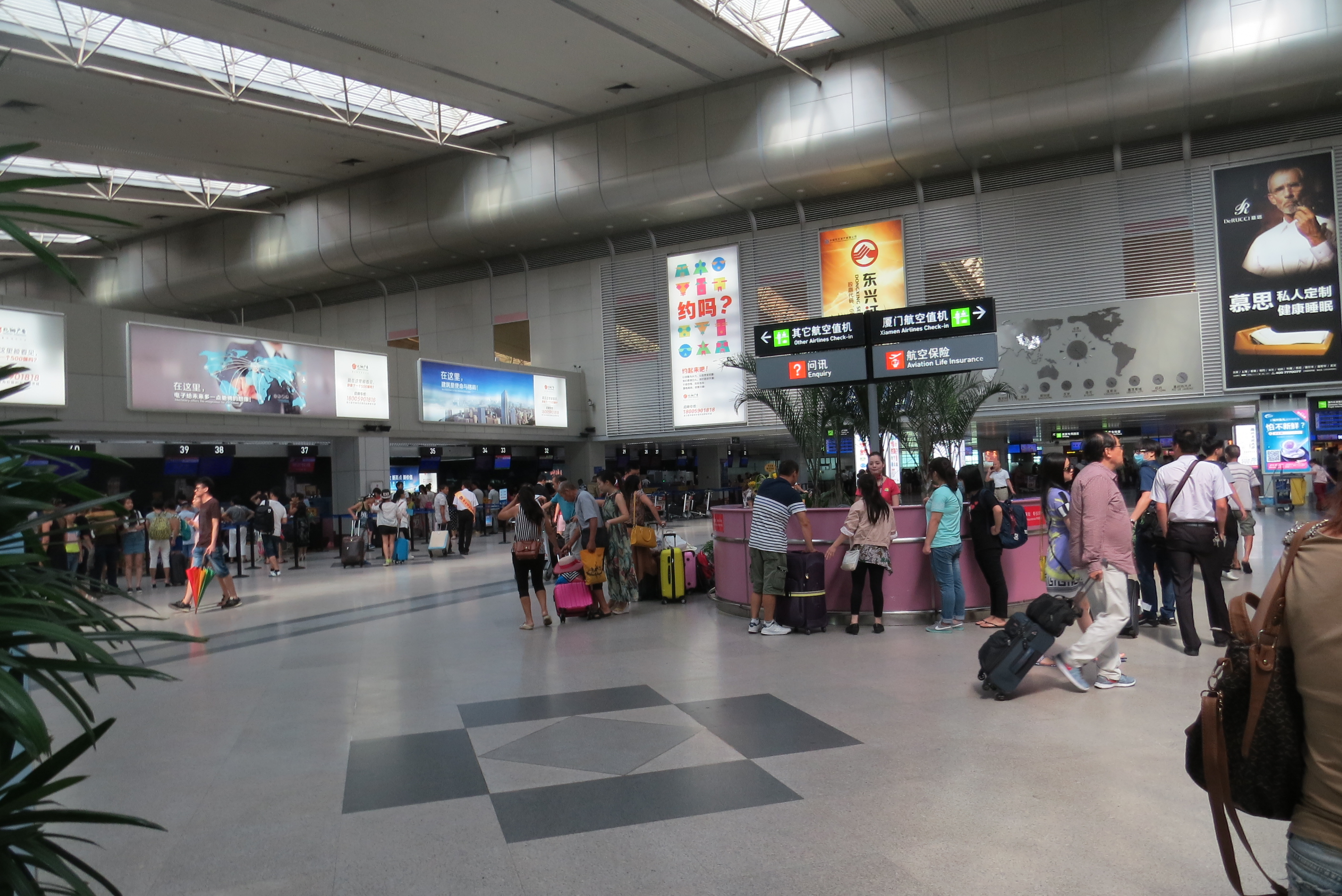

De Fuzhou Changle International Airport (Chinees: 福州长乐国际机场, Hanyu pinyin: Fúzhōu Chánglè Guójì Jīchǎng) (IATA-code: FOC, ICAO-code: ZSFZ) is een vliegveld aan de kustlijn van de Oost-Chinese Zee en de noordelijke toegang tot de straat van Taiwan, 50 km ten oosten van het centrum van Fuzhou, provinciehoofdstad van de provincie Fujian in China. De luchthaven is een hoofdhub voor Fuzhou Airlines en XiamenAir. In 2023 had Fuzhou Changle Airport met 100.102 vliegbewegingen 13.204.723 passagiers en 92.593 ton cargo.
De luchthaven werd ingehuldigd op 23 juni 1997 nadat de bouw in 1992 door de Staatsraad was goedgekeurd. Changle Airport werd gebouwd ter vervanging van de oude Fuzhou Yixu Airport (福州义序机场), een gemengd militaire en civiele luchthaven in het Cangshan-district van Fuzhou.
In februari 2017 exploiteerde XiamenAir Changle's eerste directe route naar Noord-Amerika, met een Boeing 787-9-dienst naar de luchthaven New York-JFK. Op 11 december 2018 werd een tweede intercontinentale route naar de Aéroport de Paris-Charles de Gaulle gelanceerd. In september 2019 keurde de Nationale Ontwikkelings- en Hervormingscommissie een tweede uitbreidingsproject goed. Het project omvat onder meer de aanleg van een tweede landingsbaan van 3600m x 60m en bijbehorende taxibaan en de bouw van een tweede terminal van 255.000 m².